# キミノミヤ
キミノ ミヤは、招き猫をモチーフとした日本のバーチャルYouTuber。
VTuberプロダクションのよんしー（XRエンターテイメント）所属。名古屋のタレント事務所TYK Promotionと業務提携していた。

## 概要
日本語と英語で配信を行うバイリンガルVTuberで、2018年7月19日にデビュー。愛知県を拠点に活動しており、2019年3月には「あいち観光バーチャルサポーター」の第1号に就任した。同年5月31日にバーチャルタレント支援プロジェクトのupd8に参加したほか、2020年5月27日には、日本テレビが立ち上げたVTuberネットワーク「V-Clan」に参加することが発表された。
活動内容は、サブカルチャー（主にアニメ）を始めとする日本文化や日本語のレッスン動画などを世界に向けて発信するほか、中京テレビの番組やイベントにも出演。2021年に中京テレビで放送されるテレビアニメ「シキザクラ」の声優オーディションにも参加しており、本人役で出演した。また、2019年7月にアメリカ・ロサンゼルスで開催されたアニメ・エキスポ内の外国人声優オーディション「JAPANESE DREAM =AX Audition=」のPR活動を行ったほか、審査員も務めた。
このほか、アメリカ・ロサンゼルスで行われた世界最大のCGカンファレンスSIGGRAPH 2019内で開催された「Virtual Beings World in SIGGRAPH2019」のティザー動画コンテスト「World VTuber Showcase」において、ベスト・アウトリーチ賞およびDynamixyz賞を受賞した。
YouTubeのチャンネル登録者数は北米を中心に24万人以上（2021年3月時点）。
2021年6月20日、同年9月末を以て引退することが発表された。

## キャラクター
名古屋市大須生まれ。招き猫の化身で、名前の「キミノ」は「あなたの」、「ミヤ」は名古屋弁の「みゃあ」とネコの鳴き声からつけられた。
口癖は「繁盛! 繁盛!」。好物はから揚げで、日本唐揚協会認定のカラアゲニスト。
目標はニューヨークのタイムズスクエアのビジョンで「HANJO! HANJO!」と叫ぶこと。
相棒のキツネのマスコット「KOKON（ココン）」は 稲荷神の使者である白狐をモチーフにしたものである。
妹分に、中京テレビアナウンス部所属のVTuberアナウンサーの大蔦エルがいる。

## 出演

### テレビ
- ササシマBASE Lab.（中京テレビ、2018年8月25日）
- チュッキョアニメ（中京テレビ、2018年10月 - 現在） - ナビゲーター[17]
- ボイメン ジャパネスク（中京テレビ、2019年4月 - 現在）
- VTuberスター誕生 VV行こうぜ!（中京テレビ、2019年7月20日） - アシスタントMC[18]
- 超人女子戦士 ガリベンガーV（2019年9月5日、テレビ朝日）
- ささしまクリスマスライツ（2019年12月、中京テレビ）
- 出張、HANJO!神社（2020年6月8日 - 2021年3月26日、中京テレビ）

### TVアニメ
- シキザクラ（2021年10月10日、中京テレビ） - 第1話に本人役で出演。

### ネット配信
- シキザクラジオ（2020年4月24日[19] - 2020年9月4日） - パーソナリティ

### CM
- VILLS（2020年7月14日 - 7月19日[20][注 3]） - ナレーション
- VILLS vol.2（2021年3月15日 - 3月21日[注 3]） - ナレーション

### イベント
- 24時間テレビ（2018年8月25日）[21]
- 闘会議2019（2019年1月26日、幕張メッセ）[22]
- ニコニコ超会議2019（2019年4月27日・28日、幕張メッセ）[23]
- ナゴヤVTuberまつり（中京テレビまつり2019内、2019年6月1日・2日） - MC[24]
  - ナゴヤVTuberまつり（第2弾、2019年12月15日） - MC[25]
- アニメ・エキスポ（2019年7月、ロサンゼルス・コンベンション・センター）
- 台湾漫画博覧会（2019年8月3日・4日、台北世界貿易センター第一ホール）[26]
- 世界が爆笑するニッポンの芸（第3回常滑お笑いEXPO内、2019年9月28日・29日、中部国際空港）[27]
- ナゴヤVTuber密会（2019年10月4日 - 、大須シネマ） - 隔週金曜日に定期開催[28]
- NAGOYA Asia Collection VOL.0（2019年12月8日、X-HALL-ZEN-）[29]
- SINGING BATTLE SP（2019年12月21日、Bilibili）[30]
- 愛知・知多半島マーケット2020（2020年1月26日、愛知県国際展示場）[31]
- ささしまライブ・セントレア ポップカルチャー祭り2020（2020年2月8日・9日、中部国際空港） - MC[32]
- 歌え!国境なき世界新年企画!2020（2020年2月22日、Bilibli・YouTube）[33]
- 配信版 わくわく!VTuberひろば すぺしゃる♪（2020年6月28日、SPWN）
- わくわく!VTuberひろば おんらいん Vol.2（2020年10月24日） - 第9部に出演[34]
- 4K・VR徳島映画祭2020（2020年10月30日） - 授賞式MC[35]
- NAGOFES 2020（2020年11月13日）[36]
- あいちスタートアップ・フェス2021（2021年3月15日 - 17日） - モデレーター[37]
- 日間賀島ビーチフェス2021（2021年8月2日・3日、日間賀島サンセットビーチ）[38]
- 一万人のエイサー踊り隊2021オンラインINバーチャルOKINAWA（2021年9月4日）[39]
- Life Like a Live!2（2021年9月20日） - 夜公演に出演[39]

### ゲーム
- ポリフる feat.キミノミヤ（Steam、テレビ朝日メディアプレックス）[40]
- 怪士奇譚（XR AMUSEMENT SASASHIMA内に設置されていたVRアトラクション[注 4][41]およびOculus Quest向けVRゲーム[注 5][42]）

### その他
- WAR of Zodiac（スマートフォン向けゲームアプリ）のゲーム内キャラクターとして登場
- 浜島書店の高校生向け英語教材『'20-'21 Watching Joyful』に掲載[43]。
- VTuberチップス3

## ディスコグラフィ

### 配信限定楽曲

#### ソロシングル
| 発売日        | タイトル                  | 備考                     |
| ------------- | ------------------------- | ------------------------ |
| 2019年7月18日 | はじまりは君の音          | 音楽配信サービス限定発売 |
| 2019年7月18日 | Love Big Bang             | 音楽配信サービス限定発売 |
| 2019年7月18日 | ジャパネスク -Japanesque- | 音楽配信サービス限定発売 |
| 2021年9月12日 | Tip Top＊Tips             |                          |

#### デュエットシングル
| 発売日        | タイトル | 歌                  | 備考 |
| ------------- | -------- | ------------------- | ---- |
| 2021年9月20日 | 餞の朝   | キミノミヤ&大蔦エル |      |

### 参加楽曲
| 発売日        | アルバム名    | 楽曲         | 歌                            | 備考                                |
| ------------- | ------------- | ------------ | ----------------------------- | ----------------------------------- |
| 2020年8月15日 | VirtuaREAL.02 | Mirage       | キミノミヤ&大蔦エル           | デジタル配信は2020年7月31日より開始 |
| 2021年7月28日 | ワコンピ      | Our Memories | キミノミヤ、Sifar、冷水ぬるめ |                                     |

## タイアップ
| 楽曲             | タイアップ                                            |
| ---------------- | ----------------------------------------------------- |
| はじまりは君の音 | 中京テレビ『ボイメン ジャパネスク』エンディングテーマ |

## その他活動
- 大須シネマ看板娘（2019年3月31日 - ）[50]
- キミノミヤの東三河魅力発信プロジェクト（2019年7月 - ）[51]
- アニメ「シキザクラ」PR大使[52]
- 和コンピ公式アンバサダー[53]